# Au plus près du paradis
Pour plus de détails, voir Fiche technique et Distribution.
Au plus près du paradis est un film français de Tonie Marshall, sorti le 20 novembre 2002. Inspiré et portant de fréquentes citations du film culte de Leo McCarey, dans sa deuxième version, Elle et lui (An Affair to Remember) avec Deborah Kerr et Cary Grant, ce film montre une Catherine Deneuve omniprésente (pratiquement aucune scène sans elle) mais volontairement déstabilisée (et déstabilisante) par la mise en scène et un rôle un peu flottant où elle ne cesse de courir derrière une silhouette, un rêve d'amour évanoui.

## Synopsis
Elle est Fanette, au prénom désuet, cinéphile monomaniaque elle va voir le plus souvent possible le film An Affair to Remember et imagine (puisqu'elle voyage à New York) retrouver son grand amour au sommet de l'Empire State Building, mère maladroite, sœur impuissante à soutenir son frère alcoolique, critique d'art inspirée par le peintre Arnal.
Sans souci de vraisemblance, ce conte a pourtant une conclusion réaliste, le rêve romantique se termine en aventure concrète et le sommet de l'Empire State Building se transforme en coin de rue. Le scénario passe d'un film culte à une chanson culte "si tu ne peux être auprès de celui que tu aimes, aime celui qui est près de toi".

## Fiche technique
- Titre : Au plus près du paradis
- Réalisation : Tonie Marshall
- Scénario : Tonie Marshall et Anne-Louise Trividic
- Photographie : Agnès Godard
- Montage : Jacques Comets
- Décors : Ginette Robitaille
- Costumes : Friquette Thévenet
- Musique : François Dompierre et David Hadjadj
- Production : Olivier Bomsel, Andrés Vicente Gómez, Gilles Sandoz et Fabienne Vonier
- Pays :  France /  Canada /  Espagne
- Genre : drame
- Durée : 100 minutes
- Format : couleur
- Date de sortie : France : 20 novembre 2002

## Distribution
- Catherine Deneuve : Fanette
- William Hurt : Matt
- Bernard Le Coq : Bernard
- Hélène Fillières : Lucie
- Gilbert Melki : Alain
- Nathalie Richard : Brigitte
- Patrice Chéreau : Pierre
- Noémie Godin-Vigneau : Carole
- Emmanuelle Devos : Jeune femme cinéma
- Daniel Pommereulle : L'éditeur
- François Arnal : Arnal
- Christian Cloarec : Videur cinéma
- Paulina Porizkova : Mary Rafelson
- Vincent Branchet : Vincent